# 7 уламків у часі
7 уламків у часі — американський незалежний науково-фантастичний фільм 2018 року виробництва «Red Giant Entertainment». Сценарист і режисер Габріель Джудет-Вайншель; оператор Джордж Ніколас. Оглядачі описують фільм як неонуар; він мав робочу назву Omphalos.

## Про фільм
Детектив, який займається розслідуванням дивного вбивства, опиняється в центрі подій.
Головний герой несподівано дізнається, що його жертвою є безпосередньо він сам. В швидкому часі чоловік стикається зі своїми клонами, які поводяться вкрай вороже.
Подорож назовні стає подорожжю всередину.

## Знімались
| Актор             | Роль              |
| ----------------- | ----------------- |
| Еммануель Шрікі   | Еліс Шпігельман]] |
| Остін Пендлтон    | Федір Вакс        |
| Ал Сапієнца       | Тімс              |
| Лінн Коен         | Бабс              |
| Аківа Шаффер      | Макфлай           |
| Едоардо Баллеріні | Даріус            |
| Сара Соколович    | шахістка          |